# Helmut Oberlander
Helmut Oberlander (ur. 15 lutego 1924, zm. 20 września 2021) – niemiecki zbrodniarz wojenny, w czasie II wojny światowej był członkiem grupy operacyjnej nazistowskiej policji bezpieczeństwa Einsatzgruppen dokonującej mordów i czystek na ludności cywilnej. 
Jego jednostka Einsatzgruppen służyła na terenie południowej Ukrainy i rejonach Krymu, i jak się szacuje mogła zamordować ok. 23 tysiące ludzi, w tym głównie Żydów. Po wojnie uciekł do Kanady, gdzie toczyły się kolejne procesy o odebranie mu obywatelstwa. Znajdował się na liście poszukiwanych zbrodniarzy nazistowskich Centrum Szymona Wiesenthala.